# Kangasjärvi (sjö i Kides, Norra Karelen, Finland)
Kangasjärvi eller Ozero Kangas-Yarvi (finska: Kangasjärvi) är en sjö i Finland. Den ligger i kommunen Kides i landskapet Norra Karelen, i den sydöstra delen av landet, 300 km nordost om huvudstaden Helsingfors. Kangasjärvi ligger 67,4 meter över havet. Arean är 1,75 kvadratkilometer och strandlinjen är 7,28 kilometer lång. Sjön  ingår i Tohmajokis huvudavrinningsområde.   I omgivningarna runt Kangasjärvi växer i huvudsak blandskog.